# Gentianopsis
Genre
Classification APG IV (2016)
Gentianopsis est un genre de plantes à fleurs appelées communément gentianes ciliées de la famille des Gentianacées. 
Ce sont des plantes herbacées, annuelles ou vivaces. Les feuilles ne sont pas en rosette basale.
Le genre compte une vingtaine d'espèces. Parfois affectées aux genres Gentianella ou Gentiana.

## Répartition
Amérique du Nord, Eurasie, Chine.

## Quelques espèces
- Gentianopsis barbaellata
- Gentianopsis barbata
- Gentianopsis barbellata
- Gentianopsis blepharophora
- Gentianopsis ciliata
- Gentianopsis contorta
- Gentianopsis crinita
- Gentianopsis detonsa
- Gentianopsis grandis
- Gentianopsis holopetala
- Gentianopsis holopetala
- Gentianopsis macounii
- Gentianopsis macrantha
- Gentianopsis lutea
- Gentianopsis paludosa
- Gentianopsis simplex
- Gentianopsis thermalis
- Gentianopsis virgata